# Adżman (miasto)
Adżman (arab. عجمان) – miasto w Zjednoczonych Emiratach Arabskich, stolica emiratu Adżman. Miasto liczy 490 000  mieszkańców (2017).
Teren miejski łączy się bezpośrednio z Szardżą wzdłuż wybrzeża w południowo-zachodnim kierunku. Dalej teren ciągnie się do Dubaju, tworząc w ten sposób ciągły obszar zabudowany.